# George Rhoden
Vincent George Rhoden, jamajški atlet, * 13. december 1926, Kingston, Jamajka, † 24. avgust 2024.
Rhoden je v svoji karieri nastopil na poletnih olimpijskih igrah v letih 1948 v Londonu in 1952 v Helsinkih. Na igrah leta 1952 je postal dvakratni olimpijki prvak v teku na 400 m in štafeti 4x400 m. 22. avgusta 1950 je postavil svetovni rekord v teku na 400 m s časom 45,8 s. Veljal je do marca 1955, ko ga je izboljšal Lou Jones.